# Rivière Missisquoi Nord
Pour les articles homonymes, voir Missisquoi.
La rivière Missisquoi Nord est un tributaire de la rivière Missisquoi. La rivière Missisquoi Nord coule dans les municipalités de Eastman, Stukely-Sud, Saint-Étienne-de-Bolton, Bolton-Est, Mansonville et Potton, dans la municipalité régionale de comté (MRC) de Memphrémagog, dans la région administrative de l'Estrie, au Québec, au Canada.

## Géographie
Les principaux bassins versants voisins de la rivière Missisquoi Nord sont :
- Côté nord : rivière Yamaska, rivière Noire (rivière Yamaska) ;
- Côté est : ruisseau de l'Étang, ruisseau Brulé, ruisseau de Province Hill, lac Memphrémagog ;
- Côté sud : rivière Missisquoi ;
- Côté ouest : rivière Missisquoi.

Cours supérieur de la rivière
La rivière Missisquoi Nord prend ses sources à l'ouest du lac Stukely et au sud de North Stukely. Deux ruisseaux (venant du nord et du nord-ouest) se déversent dans le lac Parker (altitude : 246 m). Puis le courant descend sur 1,2 km jusqu'à la rive nord du lac d'Argent (longueur : 1,7 km ; altitude : 246 m) que le courant traverse vers le sud sur sa pleine longueur ; ce lac se déverse dans la rivière Missisquoi Nord par une petite baie au sud du lac.
À partir de cette baie, la rivière Missisquoi Nord coule sur 7,1 km vers le sud jusqu'à la rive nord-est du lac Trousers (altitude : 239 m) que le courant traverse vers le sud-ouest sur 1,5 km. Ce lac est alimenté par le lac Long Pond (longueur : 2,8 km ; altitude : 245 m) qui se déverse sur la rive est du lac Trousers.
Cours de la rivière en aval du lac Trousers (segment de 40,9 km)
À partir du lac Trousers, la rivière coule sur :
- 2,7 km vers le sud jusqu'à la décharge (venant du nord) de l'Étang Grass ;
- 0,5 km vers le sud en recueillant la décharge de la Petite rivière Missisquoi Nord (venant du nord), jusqu'à la décharge (venant de l'est) de l'Étang Olive ;
- 2,3 km vers le sud jusqu'au pont du chemin Nicolas-Austin à Bolton-Est ;
- 1,3 km vers le sud jusqu'au ruisseau Ives (venant de l'ouest) ;
- 2,5 km vers le sud jusqu'à la décharge (venant de l'est) de l'Étang Johnson ;
- 2,7 km vers le sud jusqu'au ruisseau West Field (venant de l'ouest) ;
- 12,1 km (ou 6,4 km en ligne directe) vers le sud en serpentant jusqu'au ruisseau de l'Étang (venant de l'est) ;
- 10,7 km (ou 5,5 km en ligne directe) vers le sud en serpentant jusqu'au pont de Mansonville ;
- 6,1 km (ou 3,7 km en ligne directe) vers le sud-ouest en serpentant jusqu'à son embouchure[3].

La rivière Missisquoi Nord se déverse sur la rive nord de la rivière Missisquoi dans la municipalité de Potton, face au hameau de Highwater.

## Toponymie
Le terme « missisquoi » signifie en abénaqui « multitude d'oiseaux aquatiques », qui prend sur cette rivière toute sa signification.
Le toponyme rivière Missisquoi Nord a été officialisé le 5 décembre 1968 à la Commission de toponymie du Québec.